# Fuenterroble de Salvatierra
Fuenterroble de Salvatierra – gmina w Hiszpanii, w prowincji Salamanka, w Kastylii i León, o powierzchni 27,25 km². W 2011 roku gmina liczyła 255 mieszkańców.